# Кільчень (ЗРК)
Кільчень — українська багатоканальна універсальна зенітно-ракетна система, здатна знищувати балістичні та аеродинамічні цілі, розроблена в КБ Південне.
ЗРС «Кільчень» за планом буде здатна вести ефективну боротьбу з існуючими та перспективними засобами повітряного нападу, включно з тими, що використовують технології малої помітності (так звану Stealth), незалежно від пори року та часу доби, в умовах інтенсивної радіоелектронної протидії противника.
Пропозиції щодо розробки комплексу Міністерству оборони України надали орієнтовно в 2018—2019 роках і по ній було ухвалено «позитивне рішення». Однак фактичні роботи по проекту так і не розпочалися.

## Склад зенітно ракетної системи
Система будується на засадах мереже- та датацентричності в управлінні і машинного самонавчання. Вона використовуватиме мерехтливі командні пункти.
До складу системи входить до шести одиниць зенітно-ракетних комплексів, які здатні уражати маневруючі аеродинамічні цілі на відстані до 280 км, а також обстрілювати одночасно до 12 цілей, шість з яких можуть бути балістичними, або до 16 аеродинамічних цілей. З одночасним наведенням до двох зенітних керованих ракет на кожну аеродинамічну ціль та до чотирьох ракет на кожну балістичну ціль.
Дозвукові аеродинамічні цілі виявляються на відстані до 400 км й можуть бути знищені на відстані у 280 км, надзвукові винищувачі — на дальності близько 130 кілометрів, балістичні цілі на відстані до 44 кілометрів (декларовані параметри відповідають «максимальним» можливостям системи).